# محمد المنصور الشقحاء
محمد بن منصور المحمد الشقحاء ويشتهر محمد المنصور الشقحاء (مواليد 1946 في الرياض، السعودية) هو كاتب سعودي.

## تعليمه
أتم دراسته الابتدائية من المدرسة الشرقية بمدينة الطائف عام 1378ه (1958/59) والتي كان قد التحق بها عام 1374ه (1954/55) بعد انتقال أسرته من مدينة جيزان التي درس بها السنوات الثلاث الأولى من المرحلة الابتدائية في المدرسة السعودية هناك. وفي عام 1383ه (1963/64)، حصل على شهادة الكفاءة لدار التوحيد بالطائف، ثم في عام 1384ه (1964/65) اجتاز الصف الأول من ثانوية دار التوحيد بالطائف، قبل أن يترك الدراسة عام 1386ه (1966/67) ليلتحق بالعمل الحكومي.
أتم التدريب في برنامج أعمال شئون الموظفين بمعهد الإدارة العامة بالرياض عام 1393ه (1973/74)، ثم في عام 1397ه (1976/77) أتم التدريب في برنامج الإدارة المتوسطة بمعهد الإدارة العامة فرع جده، ثم التدريب في برنامج السكرتارية بمعهد الإدارة العامة فرع جده 1402ه (1981/82)، وأخيرًا عام 1419ه (1998/99) أتم تدريبه في برنامج إدارة المشتريات والعقود بمعهد الإدارة العامة فرع جده.

## حياته العملية
التحق الشقحاء بالعمل الحكومي بوظيفة في وزارة المواصلات بالرياض، وفي عام 1388ه (1968/69) انتقل إلى وزارة المعارف للعمل في إدارة التعليم بالطائف، ثم في عام 1400ه (1979/80) كُلّف بالعمل سكرتيرا للتفتيش الإداري في إدارة التعليم بالطائف، وفي عام 1403ه (1982/83) عيّن رئيسا لقسم المشتريات في إدارة التعليم بالطائف. وفي عام 1419هـ (1998/99) عيّن رئيسا لقسم المكتبات العامة في إدارة التعليم بالطائف ومشرفا على المكتبة العامة. عاد مجددًا للعمل في وزارة المعارف (وزارة التربية والتعليم) بمكتب الوزير في الرياض عام 1421ه (2000/01). أحيل للتقاعد من العمل الحكومي بموجب النظام في 6 أغسطس 2005.
أدبيًا، كتب مقالات وقصص قصيرة وشعر، وقد ساهم في تأسيس نادي الطائف الأدبي عام 1975. هو عضو مجلس إدارة نادي الطائف الأدبي (أمينًا للسر)، وعضو الجمعية العربية السعودية لهواة الطوابع بمكة المكرمة، وعضو الجمعية العربية للثقافة والفنون فرع الطائف، وعضو شرف بنادي جدة الثقافي، وعضو شرف بنادي مكة المكرمة الأدبي الثقافي، وعضو عامل بنادي القصة السعودي، وعضو اللجنة العليا للتنشيط السياحي بالطائف، وعضو أصدقاء المكتبة العامة بالطائف.

## مؤلفاته
- «البحث عن ابتسامة»، (قصص قصيرة)، مطبوعات نادي الطائف الأدبي، 1976[5][6]
- «معاناة» (شعر)، مطبوعات نادي الطائف الأدبي، 1977
- «بقايا وجود» (شعر)، مطابع الهيئة المصرية العامة للكتاب، 1978[7]
- «حكاية حب ساذجة» (قصص قصيرة)، مطبوعات نادي الطائف الأدبي، 1978[8]
- «مساء يوم في آذار» (قصص قصيرة)، مطبوعات إدارة النشر بشركة تهامة، 1981[9]
- «انتظار الرحلة الملغاة» (قصص قصيرة)، نادي القصة السعودي، 1983[10]
- «الزهور الصفراء» (قصص قصيرة)، مطبوعات نادي الطائف الأدبي، 1984[11]
- «قالت أنها قادمة» (قصص قصيرة)، الدار السعودية للنشر والتوزيع، 1987[12]
- «مقاطع من أوراق عاشق» (شعر)، الدار السعودية للنشر والتوزيع، 1987[13]
- «الغريب» (قصص قصيرة)، منشورات دار مجلة الثقافة، دمشق، 1988[14][15]
- «الانحدار» (قصص قصيرة)، مطبوعات نادي الطائف الأدبي، 1993[16]
- «الرجل الذي مات وهو ينتظر» (قصص قصيرة)، المؤسسة العربية للدراسات والنشر، بيروت، 1994[17]
- «الطيب» (قصص قصيرة)، سلسلة نوافذ وكالة الصحافة العربية، الجيزة، 1997
- «قصائد من الصحراء» (مختارات شعرية)، مطبوعات نادي الطائف الأدبي، 1989[18]
- «نادي الطائف الأدبي مسيرة وتاريخ»، مطبوعات نادي الطائف الأدبي، 1993
- «تحفة اللطائف في فضائل الحبر ابن عباس ووج الطائف» (مشاركة بالتعليق والمراجعة)،[ملاحظة 1] مطبوعات نادي الطائف الأدبي، 1983[19][20]

- «الحملة» (قصص قصيرة)، منشورات نادي جازان الأدبي، 2002
- «كلمات حتى نصل» (مقالات في الأدب والحياة)، مطبوعات نادي أبها الأدبي، 2004[21]
- «الغياب» (قصص قصيرة)، 2005
- «المحطة الأخيرة»، 2008[22]
- «فرشاة آله الرعد»، دار النابغة للطبع والنشر والتوزيع، 2015[23]
- «الفناء شعور لا يعرف»، دار النابغة للطبع والنشر والتوزيع، 2015[24][25]
- «تداعيات أنثى تصالحت مع جسدها»، مؤسسة الانتشار العربي، بيروت، 2015[26][27]
- «أيها السرمدي لا تقاوم الصحراء»، نادي حائل الأدبي الثقافي، 2016[28]
- «فضاء العشق: بين الحرف واللون»، مؤسسة الانتشار العربي، بيروت، 2019[29]
- «مواطن»، مؤسسة الانتشار العربي، بيروت، 2019[30]
- «نعمة الوطن وجفاف المنابع: مقالات في الشأن العام»، مؤسسة الانتشار العربي، بيروت، 2020[31]
- «التحلي» (قصص قصيرة)، 2021[32]
- "عشبة عطرية" (مختارات قصصية"، 2021[33]
- «النسخة الأولى» (قصص قصيرة جدًا)[34]
- «النديم.. أوراق من ذاكرة عسكري هارب»[35]